# Allium macedonicum
Allium macedonicum là một loài thực vật có hoa trong họ Amaryllidaceae. Loài này được Zahar. mô tả khoa học đầu tiên năm 1975.